# Omar Martinez
Omar Martinez (sinh năm 1982) là một nam người mẫu người Puerto Rico. Anh từng đoạt danh hiệu Mister of Puerto Rico và đại diện cho Puerto Rico tham dự một số kỳ thi sắc đẹp quốc tế dành cho nam giới.
Omar Martinez là sinh viên đến từ Puerto Rico và đã tốt nghiệp ngành tâm lý học công nghiệp. Vào năm 2005, Omar Martinez đoạt danh hiệu Mister of Puerto Rico và giành quyền đại diện cho nước này tham dự các kỳ thi sắc đẹp quốc tế.
Tại cuộc thi Mr. Continentes del Mundo diễn ra tại Lima, Peru, Omar đã xếp thứ 5 chung cuộc. Anh tiếp tục được cử sang Guatemala vào tháng 12 để tham dự cuộc thi Mr Expo World 2005 và giành chiến thắng, vượt trên các thí sinh Costa Rica (á quân 1) và Guatemala (á quân 2).
Với một khuôn mặt đẹp và hình thể cường tráng, Omar Martinez là một trong những nam người mẫu thành công tại Puerto Rico.